# 156
156 рік — високосний рік, що почався в четвер за григоріанським календарем. 
Римська імперія •  Парфянське царство •  Кушанське царство •  Східна Хань •  Сармати

## Геополітична ситуація
У Римській імперії править імператор Антонін Пій (до 161). Імперія  займає Апеннінський, Піренейський та Балканський півострови, Галлію, частину Британії, Близький Схід, Північну Африку включно з Єгиптом. 
Наймогутніша держава центральної Азії — Парфянське царство. Наймогутніша держава Індостану — Кушанське царство. Династія Хань править у Китаї.  Корейський півострів ділять між собою Три корейські держави. 
Триває докласичний період цивілізації мая.
На території майбутньої України, в степах Причорномор'я, кочують сармати, північніше — племена Черняхівської культури.

## Події
- Консулами у Римі були Марк Цейоній Сільван та Гай Серій Авгурін.
- Загін сяньбі у три чи чотири тисячі вершників здійснив наліт на пограниччя імперії Хань.

## Народились
- Лю Хун (Хань) — імператор династії Хань у 168—189 роках.

## Померли
- Германік Смирнський — християнський мучений і святий.
- Святий Полікарп — один з перших християнських єпископів (дата приблизна).
- Чжан Даолін — даоський патріарх (інша дата 157 рік).